# И-15 бис
И-15 бис (И-152, И-15 бис, ЦКБ-3 бис) — советский одномоторный истребитель-полутораплан 1930-х годов, созданный в ОКБ Поликарпова как дальнейшее развитие И-15. «Бис» — без изменения серии.

## История
Разработка новой модификации И-15 для ВВС СССР была завершена в 1936 году.
В январе 1939 года 30 И-15 бис прибыли в Испанскую республику, они применялись в последние месяцы войны в Испании под наименованием I-15 Bis «Super Chato»; 20 из них впоследствии вошли в состав ВВС Националистической Испании. Также 347 истребителей И-15 и И-15 бис были поставлены в Китай.
И-15 бис применялись в боях на реке Халхин-Гол. К началу Великой Отечественной войны в строю находилось около 500 И-15 бис. Они состояли на вооружении некоторых авиаполков как РККА, так и ВМФ. Использовались в течение первых полутора лет войны — до апреля 1943 г.

## Производство
| Заводы             | 1938 год | 1939 год | Всего |
| ------------------ | -------- | -------- | ----- |
| Завод № 1 (Москва) | 1104     | 1304     | 2408  |

## Описание
Видоизменение коснулось центроплана и других частей. Верхнее крыло было сделано прямым без «чайки». Площадь крыльев была увеличена на 0,6 м², крыло имело новый профиль «Кларк-YH».
В результате модернизации взлётный вес самолёта увеличился до 1650 кг, дальность полёта — до 770 км.
Более мощный двигатель М-25В позволил увеличить скорость самолёта на 8 км/ч.
Также была изменена форма капота, поставлен маслорадиатор другой формы и колёса 1200×120 мм.
Вооружение 4 ПВ-1 или БС и 150 кг бомб.
Было 2 модификации серийного И-152 и один двухместный вариант — ДИТ.
Также И-152 бис стал одним из зачинателей советских реактивных полётов, после установки на него прямоточного реактивного двигателя конструкции И. А. Меркулова.

## Тактико-технические характеристики
Приведённые характеристики соответствуют модификации И-15 бис (серии 1937 года).
Источник данных: Маслов М.А., 2008 г.; Шавров, 1985 г.

Технические характеристики
- Экипаж: 1 (пилот)
- Длина: 6,275 м
- Размах крыла:  
  - верхнего: 10,2 м
  - нижнего: 7,5 м
- Высота: 3,416 м (в линии полёта)
- Площадь крыла: 22,5 м² (обоих крыльев)
- Профиль крыла: Кларк YH
- Колея шасси: 1,608 м
- Масса пустого: 1310 кг
- Нормальная взлётная масса: 1700 кг
- Максимальная взлётная масса: 1870 кг
- Масса топлива во внутренних баках: 225 кг
- Объём топливных баков: 320 л
- Силовая установка: 1 × радиальный М-25В
- Мощность двигателей: 1 × 700 л. с. (1 × 515 кВт (номинальная))
- Воздушный винт: двухлопастной металлический
- Диаметр винта: 2,8 м

Лётные характеристики
- Максимальная скорость:  
  - у земли: 372 км/ч
  - на высоте: 379 км/ч на 3500 м
- Посадочная скорость: 105 км/ч
- Практическая дальность: 520 км (техническая)
- Практический потолок: 9800 м
- Время набора высоты: 5000 м за 6,8 мин
- Время виража: 10,5 с
- Нагрузка на крыло: 75,5 кг/м²
- Тяговооружённость: 320 Вт/кг
- Длина разбега: 170 м
- Длина пробега: 237 м

Вооружение
- Стрелково-пушечное: 4 × 7,62 мм пулемёта ПВ-1 с боекомплектом 3050 патр. (верхние по 1100 патр., нижние по 425 патр.)
- Боевая нагрузка: 150 кг
- Бомбы: 2 × АО-25 и 2 × ФАБ-50